# Vallbona (Nou Barris)
Vallbona és un barri del districte de Nou Barris de la ciutat de Barcelona. Està separat de la ciutat de Barcelona per les autopistes de Girona i Manresa la carretera C-17, a l'oest, i La Ponderosa, la última gran horta de Barcelona, al sud. A llevant tenim la llera del riu Besòs, al terme municipal de Santa Coloma de Gramenet, i al nord el barri de Can Sant Joan, del terme municipal de Montcada i Reixac.
El Rec Comtal hi baixa descoberta, i l’utilitzen per regar els horts.

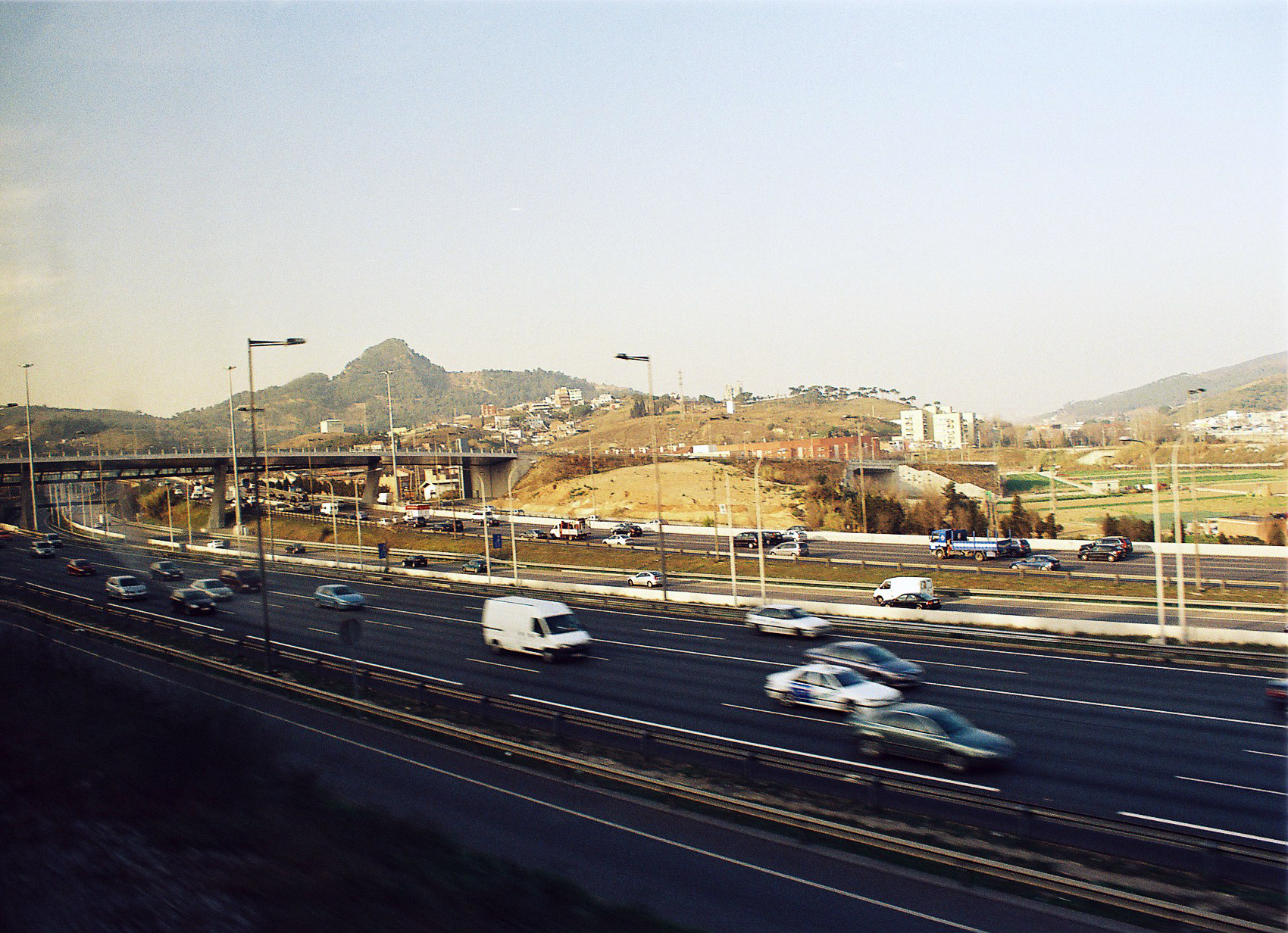
Pont del Congost, que connecta Torre Baró, que quedaria a l'esquerra de la imatge, amb Vallbona, a la dreta

El febrer de 2006 l'alcalde Joan Clos va inaugurar el pont del Congost, que connecta els barris de Torre Baró i Vallbona, per sobre les vies del tren i l'AP-7, amb una vorera ampla per a vianants i un corredor de bicicletes.